# 开源定义
开源定义（英語：The Open Source Definition）是开放源代码促进会（OSI）出版的文件，来确定一个软件许可证是否可以获得该会的开源软件标记。
这份定义基于Debian自由软件指导方针, 由Bruce Perens撰写和修改，Eric S. Raymond 等人也做出贡献。

## 定义
开放源代码不止意味着可以访问代码。开源软件的分发需要服从以下准则：
1. 自由再分发 许可证不应该限制其他方出售或者分发该软件，当该软件作为包含多个不同源码程序的集成软件的一部分。许可证不应该要求专利费或其他销售费用。
2. 源代码 程序必须包含源代码，需要有完整的源代码和可编译的形式。程序的某一部分如果不是来自这份源代码，那必须有一个不需要费时费财的公共方式获得源代码或者从网络上下载过来。源代码需要以易修改的形式呈现。不能故意模糊源代码，也不能只发布预处理器或编译器的输出文件。
3. 衍生作业 许可证必须允许修改和衍生作业，需要像原来的许可证那样发布。
4. 作者源代码的完整性 仅当许可证允许使用源代码分发“补丁文件”以便在构建时修改程序时，许可证才可以限制源代码以修改的形式分发。 许可证必须明确允许分发由修改后的源代码构建的软件。许可证可能要求派生作品带有与原始软件不同的名称或版本号。
5. 不歧视个人或团体 许可证不能歧视任何个人或团体。
6. 不歧视领域 许可证不能限制任何人将程序用在某个特定的领域。例如，不能要求人们不可以把程序用在商业领域或者基因研究。
7. 许可证的分发 该程序所附带的权利必须适用于该程序再分配的所有人，而无需由分配方执行额外的许可。
8. 许可证不能对一个产品特化 附加到程序的权利不得取决于程序是特定软件分发的一部分。如果程序是从该分发中提取并在程序许可的条款中使用或分发的，则程序重新分发的所有各方应具有与原始软件分发相同的权限。
9. 许可证不能限制其他软件 许可证不得对与许可软件一起分发的其他软件施加限制。例如，许可证不得坚持在同一介质上分发的所有其他程序必须是开源软件。
10. 许可证必须是技术中立的 许可证的提供不得基于任何单独的技术或界面风格。

## 接纳

### FSF立场
开放源代码促进会的开源运动对开源软件的定义以及自由软件基金会（FSF）对自由软件的官方定义基本上参考相同的软件许可证（除了少数例外情况），这两个定义因此具有相同的品质和价值。尽管如此，FSF创始人Richard Stallman在评论时强调了潜在的哲学差异：
某些人口中的“开源”软件意指与自由软件大致相同的类别。 但它们不是完全相同的软件类别：开源软件接受一些我们认为过于限制的许可证，并且没有接受部分自由软件的许可证。 但是，类别扩展的差异很小：几乎所有的自由软件都是开源的，几乎所有的开源软件都是自由的。
- 自由软件基金会

### 开放知识
Open Knowledge International（OKI）在开放内容，开放数据和开放许可的开放定义中描述，“开放/自由”在开源定义、FSF和自由文化作品定义中是同义词：
这个基本含义与开源定义中的“开放”相匹配，与自由文化作品定义和自由软件定义中的“自由”同义。
- 开放定义